# Peter Leeds
Peter Leeds (Bayonne, 30 maggio 1917 – Los Angeles, 12 novembre 1996) è stato un attore statunitense.
Ha recitato in 70 film dal 1941 al 1987 ed è apparso in oltre 150 produzioni televisive dal 1949 al 1986.

## Biografia
Peter Leeds nacque a Bayonne, in New Jersey, il 30 maggio 1917. Cominciò la sua carriera artistica a teatro iniziando nella Neighborhood Playhouse e continuando a Broadway (in Sugar Babies insieme a Mickey Rooney e Ann Miller).
Fece il suo debutto sul grande schermo nel 1941 nel film Public Enemies nel ruolo di un reporter e in televisione nell'episodio Buster in Training della serie televisiva The Buster Keaton Show nel ruolo di Mr. Sharkey. Cominciò quindi a lavorare massivamente per la televisione interpretando una miriade di personaggi per episodi di serie televisive durante l'epoca d'oro della televisione statunitense. Interpretò, tra gli altri, il ruolo di Tenner Smith in 15 episodi della serie televisiva western Trackdown dal 1958 al 1959 e di George Colton in 9 episodi della serie Pete and Gladys dal 1960 al 1961.
Nel corso della sua carriera televisiva ha lavorato anche con il comico Bob Hope, con cui è stato impegnato in tour teatrali, special e spot televisivi dal 1954 fino al 1991. Fu la spalla anche di altri comici in spettacoli di varietà e produzioni televisive come Milton Berle, Jerry Lewis e Dean Martin, Jack Benny. Lavorò anche come doppiatore per la televisione e film d'animazione. All'inizio degli anni 70 fu presidente della sezione di Los Angeles della American Federation of Television and Radio Artists e fece parte del consiglio di amministrazione dell'Academy of Television Arts & Sciences.
La sua ultima apparizione sul piccolo schermo avvenne nell'episodio The Way We Weren't della serie televisiva Il mio amico Ricky, andato in onda il 2 marzo 1986, che lo vede nel ruolo di Phil, mentre per il grande schermo l'ultima interpretazione risale al film La retata del 1987 in cui interpreta Roy Grest.
Morì a Los Angeles, in California, il 12 novembre 1996, all'età di 79 anni.

## Filmografia

### Cinema
- Public Enemies, regia di Albert S. Rogell (1941)
- Military Training, regia di Hal Roach Jr. – cortometraggio (1941)
- Pacific Blackout, regia di Ralph Murphy (1941)
- Don Winslow of the Navy, regia di Ford Beebe e Ray Taylor (1942)
- Treat 'Em Rough, regia di Ray Taylor (1942)
- Priorities on Parade, regia di Albert S. Rogell (1942)
- The Secret Code, regia di Spencer Gordon Bennet - serial cinematografico (1942)
- Ho sposato una strega (I Married a Witch), regia di René Clair (1942)
- La grande fiamma (Reunion in France), regia di Jules Dassin (1942)
- Lady Bodyguard, regia di William Clemens (1943)
- Agguato sul fondo (Crash Dive), regia di Archie Mayo (1943)
- That Brennan Girl, regia di Alfred Santell (1946)
- Hit Parade of 1947, regia di Frank McDonald (1947)
- The Life of Riley, regia di Irving Brecher (1949)
- La roulette (The Lady Gambles), regia di Michael Gordon (1949)
- Due ore ancora (D.O.A.), regia di Rudolph Maté (1950)
- La peccatrice dei mari del Sud (South Sea Sinner), regia di H. Bruce Humberstone (1950)
- I milionari a New York (Ma and Pa Kettle Go to Town), regia di Charles Lamont (1950)
- Vagabondo a cavallo (Saddle Tramp), regia di Hugo Fregonese (1950)
- Venticinque minuti con la morte (Dial 1119), regia di Gerald Mayer (1950)
- Katie Did It, regia di Frederick De Cordova (1950)
- Marmittoni al fronte (Up Front), regia di Alexander Hall (1951)
- Ma and Pa Kettle Back on the Farm, regia di Edward Sedgwick (1951)
- Le rane del mare (The Frogmen), regia di Lloyd Bacon (1951)
- Il mio uomo (My Man and I), regia di William A. Wellman (1952)
- Torna, piccola Sheba (Come Back, Little Sheba), regia di Daniel Mann (1952)
- La divisa piace alle signore (Never Wave at a WAC), regia di Norman Z. McLeod (1953)
- Stalag 17, regia di Billy Wilder (1953)
- Non cercate l'assassino (99 River Street), regia di Phil Karlson (1953)
- 12 metri d'amore (The Long, Long Trailer), regia di Vincente Minnelli (1954)
- Ragazze audaci (Playgirl), regia di Joseph Pevney (1954)
- Brigadoon, regia di Vincente Minnelli (1954)
- Le avventure di Hajji Babà (The Adventures of Hajji Baba), regia di Don Weis (1954)
- Athena e le 7 sorelle (Athena), regia di Richard Thorpe (1954)
- L'ultima volta che vidi Parigi (The Last Time I Saw Paris), regia di Richard Brooks (1954)
- Atomicofollia  (The Atomic Kid), regia di Leslie H. Martinson (1954)
- La rapina del secolo (Six Bridges to Cross), regia di Joseph Pevney (1955)
- Tutti in coperta (Hit the Deck), regia di Roy Rowland (1955)
- Quarto grado (Tight Spot), regia di Phil Karlson (1955)
- Oltre il destino (Interrupted Melody), regia di Curtis Bernhardt (1955)
- Amami o lasciami (Love Me or Leave Me), regia di Charles Vidor (1955)
- È sempre bel tempo (It's Always Fair Weather), regia di Stanley Donen e Gene Kelly (1955)
- Bobby Ware Is Missing, regia di Thomas Carr (1955)
- Piangerò domani (I'll Cry Tomorrow), regia di Daniel Mann (1955)
- Man on a Bus, regia di Joseph H. Lewis – cortometraggio (1955)
- Il prezzo della paura (The Price of Fear), regia di Abner Biberman (1956)
- Il colosso d'argilla (The Harder They Fall), regia di Mark Robson (1956)
- La grande prigione (Behind the High Wall), regia di Abner Biberman (1956)
- Tè e simpatia (Tea and Sympathy), regia di Vincente Minnelli (1956)
- La felicità non si compra (The Best Things in Life Are Free), regia di Michael Curtiz (1956)
- The Great American Pastime, regia di Herman Hoffman (1956)
- I diffamatori (Slander), regia di Roy Rowland (1957)
- I giganti toccano il cielo (Bombers B-52), regia di Gordon Douglas (1957)
- Baciala per me (Kiss Them for Me), regia di Stanley Donen (1957)
- Karamazov (The Brothers Karamazov), regia di Richard Brooks (1958)
- High School Big Shot, regia di Joel Rapp (1959)
- The 30 Foot Bride of Candy Rock, regia di Sidney Miller (1959)
- Il discepolo del diavolo (The Devil's Disciple), regia di Guy Hamilton (1959)
- Corruzione nella città (The Big Operator), regia di Charles F. Haas (1959)
- Girls Town, regia di Charles F. Haas (1959)
- The Rookie, regia di George O'Hanlon (1959)
- Non mangiate le margherite (Please Don't Eat the Daisies), regia di Charles Walters (1960)
- Un adulterio difficile (The Facts of Life), regia di Melvin Frank (1960)
- Letti separati (The Wheeler Dealers), regia di Arthur Hiller (1963)
- Lezioni d'amore alla svedese (I'll Take Sweden), regia di Frederick De Cordova (1965)
- Jean Harlow, la donna che non sapeva amare (Harlow), regia di Gordon Douglas (1965)
- Tramonto di un idolo (The Oscar), regia di Russell Rouse (1966)
- Otto in fuga (Eight on the Lam), regia di George Marshall (1967)
- C'è un uomo nel letto di mamma (With Six You Get Eggroll), regia di Howard Morris (1968)
- La retata (Dragnet), regia di Jack Webb (1987)

### Televisione
- Oboler Comedy Theatre – serie TV, un episodio (1949)
- The Buster Keaton Show – serie TV, un episodio (1950)
- Missione pericolosa (Dangerous Assignment) – serie TV, un episodio (1952)
- The Unexpected – serie TV, un episodio (1952)
- Le inchieste di Boston Blackie (Boston Blackie) – serie TV, episodio 2x17 (1953)
- Cisco Kid (The Cisco Kid) – serie TV, 3 episodi (1952-1953)
- Your Favorite Story – serie TV, un episodio (1953)
- Dragnet – serie TV, 3 episodi (1952-1954)
- Waterfront – serie TV, un episodio (1954)
- The Telltale Clue – serie TV, un episodio (1954)
- The Colgate Comedy Hour – serie TV, un episodio (1955)
- The Whistler – serie TV, episodio 1x18 (1955)
- La mia piccola Margie (My Little Margie) – serie TV, 6 episodi (1952-1955)
- Willy – serie TV, un episodio (1955)
- It's a Great Life – serie TV, 2 episodi (1955)
- The George Burns and Gracie Allen Show – serie TV, 6 episodi (1953-1955)
- My Favorite Husband – serie TV, un episodio (1955)
- Damon Runyon Theater – serie TV, episodio 2x14 (1956)
- It's Always Jan – serie TV, un episodio (1956)
- Make Room for Daddy – serie TV, un episodio (1956)
- Our Miss Brooks – serie TV, 6 episodi (1953-1956)
- Four Star Playhouse – serie TV, un episodio (1956)
- Lux Video Theatre – serie TV, 2 episodi (1954-1956)
- Lucy ed io (I Love Lucy) – serie TV, 2 episodi (1952-1956)
- Playhouse 90 – serie TV, un episodio (1956)
- Navy Log – serie TV, episodio 2x05 (1956)
- Hey, Jeannie! – serie TV, 2 episodi (1956)
- How to Marry a Millionaire – serie TV, un episodio (1957)
- The Lineup – serie TV, un episodio (1957)
- Alfred Hitchcock presenta (Alfred Hitchcock Presents) – serie TV, un episodio (1957)
- State Trooper – serie TV, un episodio (1957)
- The Life of Riley – serie TV, un episodio (1957)
- Official Detective – serie TV, un episodio (1957)
- Code 3 – serie TV, 3 episodi (1957)
- Avventure in fondo al mare (Sea Hunt) – serie TV, un episodio (1958)
- The Betty White Show – serie TV, un episodio (1958)
- The Lux Show – serie TV, un episodio (1958)
- Target – serie TV, episodio 1x02 (1958)
- Jane Wyman Presents The Fireside Theatre – serie TV, 2 episodi (1957-1958)
- Goodyear Theatre – serie TV, 4 episodi (1957-1958)
- The Millionaire – serie TV, un episodio (1958)
- Peter Gunn – serie TV, episodio 1x10 (1958)
- L'uomo ombra (The Thin Man) – serie TV, episodio 2x14 (1959)
- The Red Skelton Show – serie TV, un episodio (1959)
- December Bride – serie TV, un episodio (1959)
- FBI contro Al Capone (The Scarface Mob) – film TV (1959)
- Westinghouse Desilu Playhouse – serie TV, episodi 1x20-1x21 (1959)
- Trackdown – serie TV, 15 episodi (1958-1959)
- David Niven Show (The David Niven Show) – serie TV, episodio 1x06 (1959)
- Border Patrol – serie TV, un episodio (1959)
- Man Without a Gun – serie TV, un episodio (1959)
- Il tenente Ballinger (M Squad) – serie TV, un episodio (1959)
- Il carissimo Billy (Leave It to Beaver) – serie TV, un episodio (1959)
- Lock-Up – serie TV, episodio 1x07 (1959)
- The Ann Sothern Show – serie TV, 2 episodi (1959)
- Johnny Midnight – serie TV, un episodio (1960)
- Wichita Town – serie TV, episodio 1x16 (1960)
- Have Gun - Will Travel – serie TV, episodio 3x19 (1960)
- The Real McCoys – serie TV, un episodio (1960)
- Mr. Lucky – serie TV, episodio 1x22 (1960)
- Gli intoccabili (The Untouchables) – serie TV, 2 episodi (1959-1960)
- Carovane verso il west (Wagon Train) – serie TV, un episodio (1960)
- Startime – serie TV, un episodio (1960)
- Richard Diamond (Richard Diamond, Private Detective) – serie TV, 4 episodi (1958-1960)
- Letter to Loretta – serie TV, 2 episodi (1958-1960)
- Thriller – serie TV, episodio 1x14 (1960)
- Scacco matto (Checkmate) – serie TV, episodio 1x13 (1960)
- Westinghouse Playhouse – serie TV, un episodio (1961)
- Bachelor Father – serie TV, 3 episodi (1960-1961)
- Carovana (Stagecoach West) – serie TV, episodio 1x24 (1961)
- Angel – serie TV, un episodio (1961)
- The Tab Hunter Show – serie TV, un episodio (1961)
- 87ª squadra (87th Precinct) – serie TV, un episodio (1961)
- Pete and Gladys – serie TV, 9 episodi (1960-1961)
- The Investigators – serie TV, episodio 1x09 (1961)
- The Dick Van Dyke Show – serie TV, 2 episodi (1961-1962)
- Hawaiian Eye – serie TV, 2 episodi (1961-1962)
- Frontier Circus – serie TV, un episodio (1962)
- Il colonnello Montgomery Klaxon (Calvin and the Colonel) – serie TV, 2 episodi (1961-1962)
- The Andy Griffith Show – serie TV, un episodio (1962)
- Indirizzo permanente (77 Sunset Strip) – serie TV, 2 episodi (1960-1962)
- Corruptors (Target: The Corruptors) – serie TV, episodio 1x30 (1962)
- General Electric Theater – serie TV, 2 episodi (1960-1962)
- The Comedy Spot – serie TV, un episodio (1962)
- Going My Way – serie TV, episodio 1x03 (1962)
- The Wide Country – serie TV, episodio 1x09 (1962)
- Bob Hope Christmas Show – film TV (1962)
- Perry Mason – serie TV, 3 episodi (1958-1963)
- Ensign O'Toole – serie TV, un episodio (1963)
- L'ora di Hitchcock (The Alfred Hitchcock Hour) – serie TV, un episodio (1963)
- Un equipaggio tutto matto (McHale's Navy) – serie TV, un episodio (1963)
- Mister Ed, il mulo parlante (Mister Ed) – serie TV, 2 episodi (1961-1964)
- Gli uomini della prateria (Rawhide) – serie TV, episodio 6x20 (1964)
- Polvere di stelle (Bob Hope Presents the Chrysler Theatre) – serie TV, un episodio (1964)
- Breaking Point – serie TV, un episodio (1964)
- Mickey – serie TV, un episodio (1964)
- The Jack Benny Program – serie TV, 2 episodi (1964)
- La famiglia Addams (The Addams Family) – serie TV, un episodio (1964)
- The Bill Dana Show – serie TV, 2 episodi (1964)
- La legge di Burke (Burke's Law)  – serie TV, 2 episodi (1963-1964)
- The Joey Bishop Show – serie TV, 4 episodi (1961-1965)
- The Cara Williams Show – serie TV, un episodio (1965)
- Mamma a quattro ruote (My Mother the Car) – serie TV, un episodio (1965)
- Strega per amore (I Dream of Jeannie) – serie TV, un episodio (1966)
- The Donna Reed Show – serie TV, un episodio (1966)
- Honey West – serie TV, 3 episodi (1965-1966)
- Per favore non mangiate le margherite (Please Don't Eat the Daisies) – serie TV, un episodio (1966)
- Camp Runamuck – serie TV, un episodio (1966)
- Hank – serie TV, un episodio (1966)
- The Monroes – serie TV, un episodio (1966)
- The Bob Hope Show – serie TV, 4 episodi (1955-1966)
- Batman – serie TV, un episodio (1966)
- I forti di Forte Coraggio (F Troop) – serie TV, un episodio (1966)
- Rango – serie TV, episodio 1x06 (1967)
- Mr. Terrific – serie TV, un episodio (1967)
- Petticoat Junction – serie TV, 3 episodi (1965-1967)
- The Second Hundred Years – serie TV, un episodio (1967)
- Il virginiano (The Virginian) – serie TV, episodio 6x18 (1968)
- The Flying Nun – serie TV, un episodio (1968)
- Quella strana ragazza (That Girl) – serie TV, un episodio (1968)
- Bonanza – serie TV, 2 episodi (1960-1968)
- The Beverly Hillbillies – serie TV, 4 episodi (1963-1968)
- La fattoria dei giorni felici (Green Acres) – serie TV, 2 episodi (1965-1968)
- Mod Squad, i ragazzi di Greer (The Mod Squad) – serie TV, un episodio (1968)
- Giulia (Julia) – serie TV, un episodio (1968)
- Il grande teatro del west (The Guns of Will Sonnett) – serie TV, un episodio (1969)
- Tre nipoti e un maggiordomo (Family Affair) – serie TV, episodio 4x01 (1969)
- Ciao Debby! (The Debbie Reynolds Show) – serie TV, un episodio (1969)
- Bracken's World – serie TV, un episodio (1969)
- La terra dei giganti (Land of the Giants) – serie TV, un episodio (1970)
- Here's Lucy – serie TV, un episodio (1971)
- Insight – serie TV, un episodio (1972)
- Missione impossibile (Mission: Impossible) – serie TV, un episodio (1972)
- Il dottor Jamison (The Brian Keith Show) – serie TV, un episodio (1973)
- Hawaii squadra cinque zero (Hawaii Five-O) – serie TV, 2 episodi (1969-1974)
- Hong Kong Phooey – serie TV (1974)
- Adam-12 – serie TV, 2 episodi (1972-1974)
- Squadra emergenza (Emergency!) – serie TV, un episodio (1974)
- Kolchak: The Night Stalker – serie TV, un episodio (1975)
- Switch – serie TV, un episodio (1976)
- Sanford and Son – serie TV, un episodio (1976)
- Charlie's Angels – serie TV, episodio 1x09 (1976)
- L'uomo da sei milioni di dollari (The Six Million Dollar Man) – serie TV, un episodio (1976)
- Chico (Chico and the Man) – serie TV, un episodio (1977)
- Pepper Anderson agente speciale (Police Woman) – serie TV, un episodio (1977)
- I Jefferson (The Jeffersons) – serie TV, un episodio (1978)
- Studs Lonigan – miniserie TV (1979)
- Viaggio a New York (Senior Trip) – film TV (1981)
- The Dukes – serie TV, 13 episodi (1983)
- Trapper John (Trapper John, M.D.) – serie TV, un episodio (1984)
- Alice – serie TV, 2 episodi (1978-1984)
- Riptide – serie TV, un episodio (1984)
- GoBots – serie TV (Challenge of the GoBots) (1984)
- CBS Storybreak – serie TV, un episodio (1985)
- I pronipoti (The Jetsons) – serie TV, un episodio (1985)
- Il mio amico Ricky (Silver Spoons) – serie TV, episodio 4x21 (1986)